# Panchala ganesa
Panchala ganesa är en fjärilsart som beskrevs av Moore 1857. Panchala ganesa ingår i släktet Panchala och familjen juvelvingar. Inga underarter finns listade i Catalogue of Life.